# Emakumeen Bira
L'Emakumeen Bira (it. Giro delle donne) è stata una corsa a tappe femminile di ciclismo su strada che si teneva annualmente nei Paesi Baschi, in Spagna. Nel biennio 2018-2019 ha fatto parte del calendario del Women's World Tour come gara di classe 2.WWT, mentre in precedenza faceva parte del calendario internazionale femminile UCI come gara di classe 2.1.

## Storia
Nata nel 1988 come gara di tre tappe, solo dal 2007 venne organizzata in cinque frazioni, di cui spesso una suddivisa in due semitappe. Nel 2018, in occasione della 31ª edizione, la gara, pur ridotta a quattro tappe, fu promossa nel calendario del Women's World Tour, circuito nato due anni prima in sostituzione della Coppa del mondo. La gara si è conclusa dopo l'edizione del 2019.
Hanka Kupfernagel e Joane Somarriba sono le più titolate nella corsa, con tre successi a testa.

## Albo d'oro
Aggiornato all'edizione 2019.
| Anno | Vincitrice             | Seconda                     | Terza                 |
| ---- | ---------------------- | --------------------------- | --------------------- |
| 1988 | Imma De Carlos         | Consuelo Álvarez            | Joane Somarriba       |
| 1989 | Maria Mora             | Conchita Carballeda         | Raquel Aberasturi     |
| 1990 | Josune Gorostidi       | Consuelo Álvarez            | Margarita Fullana     |
| 1991 | Joane Somarriba        | Ainhoa Artolazabal          | Josune Gorostidi      |
| 1992 | Lenka Ilavská          | Elena Barillova             | Teodora Ruano Sanchon |
| 1993 | Elena Barillova        | Lenka Ilavská               | Ildiko Paczova        |
| 1994 | Elena Barillova        | Elisabeth Chevanne-Brunel   | Maria Tsal            |
| 1995 | Jeannie Longo          | Lenka Ilavská               | Tatjana Kaverina      |
| 1996 | Teodora Ruano Sanchon  | Lenka Ilavská               | Joane Somarriba       |
| 1997 | Hanka Kupfernagel      | Alessandra Cappellotto      | Diana Rast            |
| 1998 | Hanka Kupfernagel      | Lenka Ilavská               | Ita Kryjanovskaia     |
| 1999 | Hanka Kupfernagel      | Joane Somarriba             | Valentina Gerasimova  |
| 2000 | Joane Somarriba        | Daniela Veronesi            | Fany Lecourtois       |
| 2001 | Leontien van Moorsel   | Tetjana Stjažkina           | Zinaida Stahurskaja   |
| 2002 | Edita Pučinskaitė      | Eneritz Iturriagaechevarria | Zinaida Stahurskaja   |
| 2003 | Mirjam Melchers        | Ol'ga Sljusareva            | Jolanta Polikevičiūtė |
| 2004 | Joane Somarriba        | Mirjam Melchers             | Fabiana Luperini      |
| 2005 | Svetlana Bubnenkova    | Trixi Worrack               | Mirjam Melchers       |
| 2006 | Fabiana Luperini       | Susanne Ljungskog           | Nicole Brändli        |
| 2007 | Susanne Ljungskog      | Marianne Vos                | Nicole Brändli        |
| 2008 | Marianne Vos           | Tatiana Guderzo             | Louise Keller         |
| 2009 | Judith Arndt           | Claudia Häusler             | Mara Abbott           |
| 2010 | Claudia Häusler        | Annemiek van Vleuten        | Judith Arndt          |
| 2011 | Marianne Vos           | Emma Johansson              | Judith Arndt          |
| 2012 | Judith Arndt           | Emma Johansson              | Annemiek van Vleuten  |
| 2013 | Emma Johansson         | Elisa Longo Borghini        | Evelyn Stevens        |
| 2014 | Pauline Ferrand-Prévot | Marianne Vos                | Anna van der Breggen  |
| 2015 | Katarzyna Niewiadoma   | Ashleigh Moolman            | Emma Johansson        |
| 2016 | Emma Johansson         | Megan Guarnier              | Ashleigh Moolman      |
| 2017 | Ashleigh Moolman       | Annemiek van Vleuten        | Katrin Garfoot        |
| 2018 | Amanda Spratt          | Annemiek van Vleuten        | Anna van der Breggen  |
| 2019 | Elisa Longo Borghini   | Amanda Spratt               | Soraya Paladin        |